# Großer Preis von Kanada 2025
Der Große Preis von Kanada 2025 (offiziell Formula 1 Pirelli Grand Prix du Canada 2025) fand am 15. Juni auf dem Circuit Gilles-Villeneuve in Montreal statt und war das zehnte Rennen der Formel-1-Weltmeisterschaft 2025.

## Bericht

### Hintergründe
Nach dem Großen Preis von Spanien führte Oscar Piastri in der Fahrerwertung mit zehn Punkten vor Lando Norris und mit 49 Punkten vor Max Verstappen. In der Konstrukteurswertung führte McLaren mit 197 Punkten vor Ferrari und mit 203 Punkten vor Mercedes.
Beim Großen Preis von Kanada stellte Pirelli den Fahrern die Reifenmischungen C4 Hard (weiß), C5 Medium (gelb) und C6 Soft (rot) sowie Cinturato Intermediates (grün) und Cinturato Full-Wets (blau) für nasse Bedingungen zur Verfügung.
Haas trat anlässlich des 200. Grand Prix des Teams mit einer Sonderlackierung an, die an die erste Lackierung des Teams aus 2016 angelehnt war.
Yūki Tsunoda nahm zum 100. Mal an einem Rennwochenende teil, startete allerdings erst zum 97. Mal, da er drei Rennen aus verschiedenen Gründen verpasste.
Verstappen (elf), Liam Lawson (sechs), Piastri, Oliver Bearman, Nico Hülkenberg (jeweils vier), Norris, Lance Stroll (jeweils drei), Fernando Alonso, Carlos Sainz jr., Alexander Albon, Franco Colapinto (jeweils zwei) und George Russell (einer) gingen mit Strafpunkten ins Rennwochenende.
Mit Lewis Hamilton (siebenmal), Verstappen (dreimal) und Alonso (einmal) traten drei ehemalige Sieger zu dem Grand Prix an.
Als Rennkommissare für dieses Rennwochenende fungierten Gerd Ennser (DEU), Matthew Selley (AUS), Natalie Corsmit (NLD), Enrique Bernoldi (BRA) und Marcel Demers (CAN). Derek Warwick, der ursprünglich als Rennkommissar eingesetzt werden sollte, wurde am Freitagabend von der FIA vorübergehend suspendiert.

### Training
Im ersten freien Training fuhr Verstappen mit 1:13,193 Minuten die Bestzeit vor Albon und Sainz jr. Das Training wurde wegen eines Unfalls von Charles Leclerc unterbrochen.
Im zweiten freien Training sicherte sich Russell in 1:12,123 Minuten die Bestzeit vor Norris und seinem Teamkollegen Andrea Kimi Antonelli. Auch im zweiten Training gab es einen Crash, dieses Mal verursacht durch Stroll.
Im dritten Training war Norris mit einer Bestzeit von 1:11,799 Minuten Schnellster vor Leclerc und Russell. Das Training wurde wegen eines Unfalls von Piastri mit roter Flagge unterbrochen. Während dieser Rotphase überholte Tsunoda unerlaubter Weise einen Kontrahenten, woraufhin er eine Startplatzstrafe von zehn Plätzen erhielt.

### Qualifying
Das Qualifying bestand aus drei Teilen mit einer Nettolaufzeit von 45 Minuten. Im ersten Qualifying-Segment (Q1) hatten die Fahrer 18 Minuten Zeit, um sich für das Rennen zu qualifizieren. Alle Fahrer, die maximal 107 Prozent der schnellsten Rundenzeit erreichten, qualifizierten sich für den Grand Prix. Die besten 15 Fahrer qualifizierten sich für den nächsten Teil. Norris war Schnellster. Gabriel Bortoleto, Sainz jr,. Stroll, Lawson und Pierre Gasly schieden aus. Der Abschnitt wurde mit einer Restzeit von 5:30 Minuten unterbrochen, nachdem Albon während der Fahrt die komplette linke Seite der Motorenabdeckung verlor. Isack Hadjar erhielt eine Startplatzstrafe von drei Plätzen für eine Behinderung von Sainz jr.
Der zweite Abschnitt (Q2) dauerte 15 Minuten. Die zehn schnellsten Piloten qualifizierten sich für den nächsten Teil. Russell war Schnellster. Tsunoda, Colapinto, Hülkenberg und beide Haas-Piloten schieden aus.
Der finale Abschnitt (Q3) ging über eine Zeit von zwölf Minuten, in denen die ersten zehn Startpositionen vergeben wurden. Russell war erneut Schnellster und sicherte sich in 1:10,899 Minuten seine insgesamt sechste Pole-Position und die erste seit dem Großen Preis von Katar 2024. Verstappen und Piastri folgten auf den weiteren Plätzen.

### Rennen
Pole-Setter Russell konnte seine Führung vom Start weg halten, ebenso wie der Zweitplatzierte Verstappen dahinter. Der Drittplatzierte Piastri erwischte keinen guten Start und wurde in der ersten Kurve von Russells Teamkollegen Antonelli angegriffen. Dies zwang Piastri auf die Außenseite der Haarnadelkurve, was seinen Vorsprung beeinträchtigte und es Antonelli ermöglichte, neben Piastri zu fahren und ihn dann innen in Kurve drei zu überholen. Im weiteren Verlauf der Runde versuchte Albon Colapinto in Kurve acht zu überholen und sich den neunten Platz zu sichern, kam aber neben die Strecke und landete im Gras. Als Albon wieder auf die Strecke kam, musste Colapinto ausweichen, um abzubremsen. Dadurch konnte Hülkenberg beide Autos überholen, wobei Albon auch gegen Hadjar das Nachsehen hatte.
Der mittlere Reifen war anfangs die schnellste Mischung, doch im weiteren Verlauf des ersten Stints machten die Fahrer mit den harten Reifen Fortschritte – die bestplatzierten unter ihnen waren Piastris Teamkollege Norris auf Platz sieben und Leclerc auf Platz acht. In Runde elf überholte Norris am Ausgang der Haarnadelkurve Alonso und übernahm den sechsten Platz. In Runde zwölf ging Verstappen als erster der führenden Konkurrenten an die Box, und zwar gerade, als er unter Druck von Antonelli geriet. Um die Gefahr eines Undercuts abzuwenden, ging Russell in der folgenden Runde an die Box und konnte schließlich nicht nur vor Verstappen, sondern auch vor dem noch nicht gestoppten Hülkenberg zurückkehren, wodurch sich ein Auto zwischen ihn und seinen Hauptkonkurrenten im Kampf um den Sieg brachte. Antonelli ging in der folgenden Runde an die Box und kam hinter Verstappen wieder heraus. Norris und Leclerc, die noch nicht an die Box gegangen waren, gingen daher auf die ersten und zweiten Plätze – sie wurden jedoch schnell von denen eingeholt, die bereits angehalten hatten. In Runde 26 überholte Russell Leclerc auf der Gegengeraden und übernahm den zweiten Platz. Sowohl Leclerc als auch Norris kamen kurz darauf an die Box. Leclerc wechselte sich mit harten Reifen und Norris mit mittleren Reifen ab. Die beiden kamen als Fünfte und Sechste zurück auf die Strecke, vor Leclercs Teamkollegen Hamilton, der von vorne gestartet war, aber nach seinem Boxenstopp im Verkehr stecken blieb und in der 13. Runde durch ein überfahrenes Murmeltier Schaden an seinem Wagen erlitt.
In Runde 37 legte Verstappen als erster führender Fahrer diesen zweiten Boxenstopp ein, nachdem erneut Antonelli aufholen konnte. Antonelli ging in der folgenden Runde an die Box und kam neben Verstappen wieder heraus, fiel aber aufgrund der geringeren Geschwindigkeit beim Verlassen der Boxengasse zurück. In Runde 42 ging Russell in Führung liegend an die Box und kam als Vierter vor Verstappen wieder heraus. Nach Piastris Boxenstopp in Runde 45, Norris' in Runde 46 und Leclercs in Runde 53 übernahm Russell wieder die Führung. Nun begann ein offener Kampf um die Podiumsplätze zwischen den Top 5 – die etwa acht Sekunden trennten. Zunächst versuchte Piastri, Dritter zu werden, und holte auf Antonelli auf, konnte ihn jedoch nicht überholen, wodurch Piastri selbst unter Druck seines Teamkollegen Norris geriet. In Runde 66 überholte Norris Piastri, kam aber am Kurvenausgang zu weit raus, sodass Piastri wieder an ihm vorbeiziehen konnte. Piastri eroberte die Position innen in Kurve 13 zurück. Norris' Linie durch die Kurve ermöglichte ihm den besseren Ausgang auf die Start-Zielgerade. Er versuchte, links an Piastri vorbeizuziehen, um ihm die Innenlinie für Kurve eins zu geben, verschätzte sich jedoch. Norris' Frontflügel streifte Piastris linken Hinterreifen, und Norris prallte mit hoher Geschwindigkeit gegen die Boxenmauer, wodurch seine linke Vorderradaufhängung brach.
Der Schaden an Norris' Auto war irreparabel, und das Safety-Car wurde eingesetzt, um den McLaren zu bergen. Da nicht genügend Zeit blieb, die Trümmer zu beseitigen und das Rennen fortzusetzen, endete der Grand Prix unter neutralisierten Bedingungen hinter dem Safety-Car. Russell holte somit seinen und Mercedes' ersten Saisonsieg und den vierten seiner Karriere. Mit dem dritten Platz in der Ziellinie erreichte Antonelli seinen ersten Podiumsplatz in der Formel 1 und war damit im Alter von 18 Jahren und 294 Tagen der drittjüngste Podiumsplatzierte aller Zeiten hinter Verstappen und Stroll. Antonelli war zudem der erste italienische Fahrer auf dem Podium, seit Jarno Trulli beim Großen Preis von Japan 2009 Zweiter wurde.
Piastri baute seine Führung in der Meisterschaft vor dem Zweitplatzierten Norris aus. Mercedes überholte Ferrari und übernahm den zweiten Platz in der Konstrukteurswertung.

## Meldeliste
| Team                                        | Nr. | Stammfahrer           | Chassis                           | Motor      | Reifen |
| ------------------------------------------- | --- | --------------------- | --------------------------------- | ---------- | ------ |
| Oracle Red Bull Racing                      | 01  | Max Verstappen        | Red Bull Racing RB21              | Honda RBPT | P      |
| Oracle Red Bull Racing                      | 22  | Yuki Tsunoda          | Red Bull Racing RB21              | Honda RBPT | P      |
| McLaren Formula 1 Team                      | 81  | Oscar Piastri         | McLaren MCL39                     | Mercedes   | P      |
| McLaren Formula 1 Team                      | 04  | Lando Norris          | McLaren MCL39                     | Mercedes   | P      |
| Scuderia Ferrari HP                         | 16  | Charles Leclerc       | Ferrari SF-25                     | Ferrari    | P      |
| Scuderia Ferrari HP                         | 44  | Lewis Hamilton        | Ferrari SF-25                     | Ferrari    | P      |
| Mercedes-AMG Petronas Formula One Team      | 63  | George Russell        | Mercedes-AMG F1 W16 E Performance | Mercedes   | P      |
| Mercedes-AMG Petronas Formula One Team      | 12  | Andrea Kimi Antonelli | Mercedes-AMG F1 W16 E Performance | Mercedes   | P      |
| Aston Martin Aramco Formula One Team        | 18  | Lance Stroll          | Aston Martin AMR25                | Mercedes   | P      |
| Aston Martin Aramco Formula One Team        | 14  | Fernando Alonso       | Aston Martin AMR25                | Mercedes   | P      |
| BWT Alpine F1 Team                          | 10  | Pierre Gasly          | Alpine A525                       | Renault    | P      |
| BWT Alpine F1 Team                          | 43  | Franco Colapinto      | Alpine A525                       | Renault    | P      |
| MoneyGram Haas F1 Team                      | 31  | Esteban Ocon          | Haas VF-25                        | Ferrari    | P      |
| MoneyGram Haas F1 Team                      | 87  | Oliver Bearman        | Haas VF-25                        | Ferrari    | P      |
| Visa Cash App Racing Bulls Formula One Team | 06  | Isack Hadjar          | Racing Bulls VCARB 02             | Honda RBPT | P      |
| Visa Cash App Racing Bulls Formula One Team | 30  | Liam Lawson           | Racing Bulls VCARB 02             | Honda RBPT | P      |
| Atlassian Williams Racing                   | 23  | Alexander Albon       | Williams FW47                     | Mercedes   | P      |
| Atlassian Williams Racing                   | 55  | Carlos Sainz jr.      | Williams FW47                     | Mercedes   | P      |
| Stake F1 Team Kick Sauber                   | 27  | Nico Hülkenberg       | Kick Sauber C45                   | Ferrari    | P      |
| Stake F1 Team Kick Sauber                   | 05  | Gabriel Bortoleto     | Kick Sauber C45                   | Ferrari    | P      |

## Klassifikationen

### Qualifying
| Pos.                                                                      | Fahrer                | Konstrukteur                 | Q1       | Q2       | Q3       | Start |
| ------------------------------------------------------------------------- | --------------------- | ---------------------------- | -------- | -------- | -------- | ----- |
| 01                                                                        | George Russell        | Mercedes                     | 1:12,075 | 1:11,570 | 1:10,899 | 01    |
| 02                                                                        | Max Verstappen        | Red Bull Racing-Honda RBPT   | 1:12,054 | 1:11,638 | 1:11,059 | 02    |
| 03                                                                        | Oscar Piastri         | McLaren-Mercedes             | 1:11,939 | 1:11,715 | 1:11,120 | 03    |
| 04                                                                        | Andrea Kimi Antonelli | Mercedes                     | 1:12,279 | 1:11,974 | 1:11,391 | 04    |
| 05                                                                        | Lewis Hamilton        | Ferrari                      | 1:11,952 | 1:11,885 | 1:11,526 | 05    |
| 06                                                                        | Fernando Alonso       | Aston Martin Aramco-Mercedes | 1:12,073 | 1:11,805 | 1:11,586 | 06    |
| 07                                                                        | Lando Norris          | McLaren-Mercedes             | 1:11,826 | 1:11,599 | 1:11,625 | 07    |
| 08                                                                        | Charles Leclerc       | Ferrari                      | 1:12,038 | 1:11,626 | 1:11,682 | 08    |
| 09                                                                        | Isack Hadjar          | Racing Bulls-Honda RBPT      | 1:12,211 | 1:12,003 | 1:11,867 | 12    |
| 10                                                                        | Alexander Albon       | Williams-Mercedes            | 1:12,090 | 1:11,892 | 1:11,907 | 09    |
| 11                                                                        | Yūki Tsunoda          | Red Bull Racing-Honda RBPT   | 1:12,334 | 1:12,102 | –        | 18    |
| 12                                                                        | Franco Colapinto      | Alpine-Renault               | 1:12,234 | 1:12,142 | –        | 10    |
| 13                                                                        | Nico Hülkenberg       | Kick Sauber-Ferrari          | 1:12,323 | 1:12,183 | –        | 11    |
| 14                                                                        | Oliver Bearman        | Haas-Ferrari                 | 1:12,306 | 1:12,340 | –        | 13    |
| 15                                                                        | Esteban Ocon          | Haas-Ferrari                 | 1:12,378 | 1:12,634 | –        | 14    |
| 16                                                                        | Gabriel Bortoleto     | Kick Sauber-Ferrari          | 1:12,385 | –        | –        | 15    |
| 17                                                                        | Carlos Sainz jr.      | Williams-Mercedes            | 1:12,398 | –        | –        | 16    |
| 18                                                                        | Lance Stroll          | Aston Martin Aramco-Mercedes | 1:12,517 | –        | –        | 17    |
| 19                                                                        | Liam Lawson           | Racing Bulls-Honda RBPT      | 1:12,525 | –        | –        | Box   |
| 20                                                                        | Pierre Gasly          | Alpine-Renault               | 1:12,667 | –        | –        | Box   |
| 107-Prozent-Zeit: 1:16,853 min (bezogen auf Q1-Bestzeit von 1:11,826 min) |                       |                              |          |          |          |       |

Anmerkungen
1. ↑  Hadjar erhielt eine Startplatzstafe von drei Plätzen für eine Behindung von Sainz jr. im ersten Qualifikationsabschnitt.
2. ↑  Tsunoda erhielt eine Startplatzstrafe von zehn Plätzen für ein Vergehen während einer roten Flagge.
3. ↑  Lawson musste aus der Boxengasse starten, da an seinem Wagen unter Parc-fermé-Bedingungen gearbeitet wurde.
4. ↑  Gasly musste aus der Boxengasse starten, da an seinem Wagen unter Parc-fermé-Bedingungen gearbeitet wurde.

### Rennen
| Pos.                                                                     | Fahrer                | Konstrukteur                 | Runden | Stopps | Zeit        | Start | Schnellste Runde |
| ------------------------------------------------------------------------ | --------------------- | ---------------------------- | ------ | ------ | ----------- | ----- | ---------------- |
| 01                                                                       | George Russell        | Mercedes                     | 70     | 2      | 1:31:52,688 | 01    | 1:14,119 (63.)   |
| 02                                                                       | Max Verstappen        | Red Bull Racing-Honda RBPT   | 70     | 2      | + 0,288     | 02    | 1:14,287 (62.)   |
| 03                                                                       | Andrea Kimi Antonelli | Mercedes                     | 70     | 2      | + 1,014     | 04    | 1:14,455 (60.)   |
| 04                                                                       | Oscar Piastri         | McLaren-Mercedes             | 70     | 3      | + 2,109     | 03    | 1:14,255 (64.)   |
| 05                                                                       | Charles Leclerc       | Ferrari                      | 70     | 2      | + 3,442     | 08    | 1:14,261 (57.)   |
| 06                                                                       | Lewis Hamilton        | Ferrari                      | 70     | 2      | + 10,713    | 05    | 1:14,805 (64.)   |
| 07                                                                       | Fernando Alonso       | Aston Martin Aramco-Mercedes | 70     | 2      | + 10,972    | 06    | 1:15,024 (58.)   |
| 08                                                                       | Nico Hülkenberg       | Kick Sauber-Ferrari          | 70     | 1      | + 15,364    | 11    | 1:15,372 (65.)   |
| 09                                                                       | Esteban Ocon          | Haas-Ferrari                 | 69     | 1      | + 1 Runde   | 14    | 1:14,593 (61.)   |
| 10                                                                       | Carlos Sainz jr.      | Williams-Mercedes            | 69     | 1      | + 1 Runde   | 16    | 1:14,389 (59.)   |
| 11                                                                       | Oliver Bearman        | Haas-Ferrari                 | 69     | 2      | + 1 Runde   | 13    | 1:15,397 (62.)   |
| 12                                                                       | Yūki Tsunoda          | Red Bull Racing-Honda RBPT   | 69     | 1      | + 1 Runde   | 18    | 1:15,358 (59.)   |
| 13                                                                       | Franco Colapinto      | Alpine-Renault               | 69     | 1      | + 1 Runde   | 10    | 1:16,076 (53.)   |
| 14                                                                       | Gabriel Bortoleto     | Kick Sauber-Ferrari          | 69     | 1      | + 1 Runde   | 15    | 1:15,414 (56.)   |
| 15                                                                       | Pierre Gasly          | Alpine-Renault               | 69     | 1      | + 1 Runde   | Box   | 1:14,993 (63.)   |
| 16                                                                       | Isack Hadjar          | Racing Bulls-Honda RBPT      | 69     | 2      | + 1 Runde   | 12    | 1:16,292 (51.)   |
| 17                                                                       | Lance Stroll          | Aston Martin Aramco-Mercedes | 69     | 3      | + 1 Runde   | 17    | 1:14,902 (57.)   |
| 18                                                                       | Lando Norris          | McLaren-Mercedes             | 66     | 2      | DNF         | 07    | 1:14,229 (65.)   |
| –                                                                        | Liam Lawson           | Racing Bulls-Honda RBPT      | 53     | 1      | DNF         | Box   | 1:16,320 (52.)   |
| –                                                                        | Alexander Albon       | Williams-Mercedes            | 46     | 1      | DNF         | 09    | 1:16,197 (31.)   |
| Fahrer des Tages: Andrea Kimi Antonelli (27,3 % der abgegebenen Stimmen) |                       |                              |        |        |             |       |                  |

Anmerkungen
1. ↑  Norris erhielt für eine Kollision mit Piastri eine Fünf-Sekunden-Zeitstrafe. Da er ohnehin als Letzter gewertet wurde, hatte die Strafe keine weitere Auswirkungen.

## WM-Stände nach dem Rennen
Die ersten zehn des Rennens bekamen 25, 18, 15, 12, 10, 8, 6, 4, 2 bzw. 1 Punkt(e).

### Fahrerwertung
| Pos. | Fahrer                | Konstrukteur               | Punkte |
| ---- | --------------------- | -------------------------- | ------ |
| 01   | Oscar Piastri         | McLaren-Mercedes           | 198    |
| 02   | Lando Norris          | McLaren-Mercedes           | 176    |
| 03   | Max Verstappen        | Red Bull Racing-Honda RBPT | 155    |
| 04   | George Russell        | Mercedes                   | 136    |
| 05   | Charles Leclerc       | Ferrari                    | 104    |
| 06   | Lewis Hamilton        | Ferrari                    | 79     |
| 07   | Andrea Kimi Antonelli | Mercedes                   | 63     |
| 08   | Alexander Albon       | Williams-Mercedes          | 42     |
| 09   | Esteban Ocon          | Haas-Ferrari               | 22     |
| 10   | Isack Hadjar          | Racing Bulls-Honda RBPT    | 21     |
| 11   | Nico Hülkenberg       | Kick Sauber-Ferrari        | 20     |

| Pos. | Fahrer            | Konstrukteur                                       | Punkte |
| ---- | ----------------- | -------------------------------------------------- | ------ |
| 12   | Lance Stroll      | Aston Martin Aramco-Mercedes                       | 14     |
| 13   | Carlos Sainz jr.  | Williams-Mercedes                                  | 13     |
| 14   | Pierre Gasly      | Alpine-Renault                                     | 11     |
| 15   | Yūki Tsunoda      | Red Bull Racing-Honda RBPT/Racing Bulls-Honda RBPT | 10     |
| 16   | Fernando Alonso   | Aston Martin Aramco-Mercedes                       | 8      |
| 17   | Oliver Bearman    | Haas-Ferrari                                       | 6      |
| 18   | Liam Lawson       | Racing Bulls-Honda RBPT/Red Bull Racing-Honda RBPT | 4      |
| 19   | Gabriel Bortoleto | Kick Sauber-Ferrari                                | 0      |
| 20   | Franco Colapinto  | Alpine-Renault                                     | 0      |
| 21   | Jack Doohan       | Alpine-Renault                                     | 0      |

### Konstrukteurswertung
| Pos. | Konstrukteur               | Punkte |
| ---- | -------------------------- | ------ |
| 01   | McLaren-Mercedes           | 374    |
| 02   | Mercedes                   | 199    |
| 03   | Ferrari                    | 183    |
| 04   | Red Bull Racing-Honda RBPT | 162    |
| 05   | Williams-Mercedes          | 55     |

| Pos. | Konstrukteur                 | Punkte |
| ---- | ---------------------------- | ------ |
| 06   | Haas-Ferrari                 | 28     |
| 07   | Racing Bulls-Honda RBPT      | 28     |
| 08   | Aston Martin Aramco-Mercedes | 22     |
| 09   | Kick Sauber-Ferrari          | 20     |
| 10   | Alpine-Renault               | 11     |